# Richard Dragon
Richard Dragon es un personaje ficticio, creado por la editorial de historietas DC Comics, creado por Dennis O'Neil y Jim Berry en la novela Kun Fu Master, Richard Dragon´s Fists (1974) bajo el seudónimo de Jim Dennis O'Neil adaptó más tarde el personaje para las historietas de DC en la historieta Richard Dragon, Kung Fu FIghter. Dragon es un ladrón que fue entrenado en artes marciales y decide usar sus habilidades para bien. Junto con Karate Kid, Batman, Tigre de Bronce, Canario Negro y Lady Shiva, es considerado uno de los mejores artistas marciales del Universo DC.
Ricardo Díaz apareció en la serie de Arrowverso Arrow en la sexta y séptima temporada, interpretado por Kirk Acevedo.

## Biografía del personaje ficticio

### Historia original
Siendo un joven ladrón furtivo adolescente que vivía en Japón, Richard Dragon irrumpió en un dojo chino fuera de la ciudad de Kioto para robar una figura de Buda de Jade de gran valor. Antes de que lograra escapar, Dragon fue capturado y golpeado por un estudiante adolescente del dojo, Ben Turner. O-Sensei, el maestro del Dojo, vio algo en el joven que el valía la pena cultivar algo en la vida del joven Richard, así que le perdonó sus acciones a cambio de entrenarle, así que durante siete años le enseñó junto a Ben y Richard, lado a lado, el dominio de las artes marciales. Richard llegó a encontrar una paz interior, sólo usando sus habilidades de combate cuando sea absolutamente necesario. Una vez que sintió que no había nada más que pudiera enseñarles, O-Sensei les dejó a los dos. Turner y Dragon sería posteriormente reclutados por Barney Ling, jefe de la agencia de espionaje de la ley conocida como G.O.O.D. (Organización Mundial de Defensa Organizada), para que se unieran a la organización juntos. Ambos, tanto Ben como Richard derrotarían al corrupto empresario Guano Cravat, frustrando sus planes para instigar una guerra para su propio beneficio. Ben y Richard fundaron un dojo de artes marciales en Manhattan, y Richard continuó luchando contra amenazas internacionales como Telegram Sam, Predicator, la Liga de Asesinos y a su exjefe, Barney Ling.
Sediento de venganza, Cravat hizo arreglos para cometer el asesinato de Carolyn Wu-San, una de las hijas de O-Sensei. Con ayuda de Barney Ling, Cravat engaño a la hermana de Carolyn, Sandra Wu-San, para que creyera que Dragon fue el asesino. Consumida con una necesidad de venganza, Sandra se entrenó hasta alcanzar el pico de las capacidades humanas, dominando las artes marciales para poder derrotar a Dragon. Cuando los dos maestros finalmente se encontraron en batalla, sin embargo, Dragon fue capaz de mostrar a Sandra que Cravat la había engañado. Sin la muerte de Dragon como objetivo, Sandra ya no tenía la necesidad usar su dominio por las partes marciales. Sintiendo que necesitaba orientación, Dragon la ayudó a explorar el lado espiritual de las artes marciales. En última instancia, decidiendo que ya no era más Sandra, rescindió de su nombre, así que empezó a llamarse ella misma como Shiva Turner, debido a un lavado cerebral llevado a cabo por el villano conocido como Sensei, miembro de la Liga de Asesinos. Ella misma convirtió en un renegado a Tigre de Bronce obligándolo a retirarse, por lo que ella dedicó a enseñarle artes marciales a los asesinos más grandes del mundo.

### Entrenando y formado aThe Question
Después de que el cómic del personaje fuese cancelado, Dragon se convirtió en personaje recurrente en la historieta de 1980, The Question. El personaje principal de esta historieta, Victor "Vic" Sage, conocido por ser un luchador contra el crimen enmascarado cuya base de operaciones se encontraba en la ciudad de Hub City, donde el protagonista de la serie se encontraría cara a cara con Lady Shiva. Tras derrotar en combate a Question, lo envió para que entrenase con Richard Dragon para que lo entrenase. El límite de la obstinación de Vic Sage, hizo imposible que la mayoría de la gente le pudiera enseñar. Sin embargo, cuando conoció a Dragon se encontró reacio a desafiar a su nuevo sensei porque Dragon se encontraba en silla de ruedas. Richard entrenó a Question tanto en artes marciales como en la filosofía oriental, forzándolo a preguntarse sobre su visión del mundo y a dejar ir gran parte de su ira. A Sage le cita dentro de sus enseñanzas una cita de Zhuangzi titulada, El sueño de la mariposa. Más tarde, Richard usaría esta cita para referirse a su estudiante como "Mariposa" a raíz de esta lección. Richard dijo que Shiva le había salvado porque Sage había visto en él su pasión por las artes marciales, mientras que Richard por otro lado, pesaba que la pasión de Sage era por curiosidad. A pesar de todo, Richard se dio cuenta de que para Sage tuviera un despertar espiritual, tuvo que dejar de lado los comportamientos autodestructivos que Hub CIty había sacado en él. Así, Richard envió a Sage de vuelta a casa. Cuando éste se marchó, Sage volvió a encontrarse con Shiva, enfrentándose en combate brevemente. Ella le explicó que esta lucha había sido para probar sus propias percepciones. Ella pensó que había visto una "pasión de guerrero" en él que carecía de habilidades, y sintió que había sido probado correctamente desde que se enfrentó a ella la segunda vez, sabiendo que ella había destruido primero su percepción por la "Curiosidad". Posteriormente, le dijo, que si volvían a luchar de nuevo, haría que Richard lo guiara. Sage entonces volvió a adoptar su identidad como "Question", intentando inútilmente salvar a su ciudad.
Justo cuando los esfuerzos de Sage condenaban la forma para salvar a Hub City, y volvían para amenazar con destruirlo, Dragon llegó para aconsejar a su aprendiz. Dragon finalmente convencería a Sage de que en su cruzada para salvar a Hub City ya no estaba haciendo nada, sino que estaba contribuyendo a destruirla. Cuando Sage se desplomó por el agotamiento y por sus heridas, Richard reveló que era capaz de usar sus piernas perfectamente, y puso a Sage en la silla de ruedas. Dragon se había dado cuenta de que necesitaría la silla para hacer que Sage bajara sus defensas -Puesto que Sage estaba tan "lleno de hombría"- que nunca lo había escuchado de otra manera.
La silla no había sido sólo una farsa, sin embargo, Richard reveló que se había hecho pasar por discapacitado para su propio proceso de aprendizaje, diciéndole que "entonces era ahora un maestro. Pero está a punto de convertirse en otra cosa, así que descarté esa opción". la ciudad se había corrompido realmente debido a este punto, y todo por ese pretexto en donde el concepto de la Ley y el Orden habían sido destruidos hace mucho tiempo en Hub City, Richard, que estuvo pensando que sus estudios lo habían puesto más allá de este tipo de cosas, que se sorprendió y se horrorizó por las acciones de las personas de Hub City. Por ejemplo, un hombre estaba usando a un bebé muerto para tratar de suplicar por "dinero para la leche". Cuando Richard y los otros descubrieron esto, arrojó el cuerpo del bebé muerto en un basurero cercano.
Dragon se encontró con Lady Shiva, quien había llegado a las afueras de Hub City, en un helicóptero que debía llevar a Sage y a Dragon lejos -ella deseó ir y disfrutar de aquel caos que Sage y Richard estaban rechazando-. Shiva usó su fuerza y la amenaza para segurar que el piloto hiciera lo que ella deseara.

### Formación deOracle
Mucho tiempo después, Richard aparecería como sensei de Oracle, ayudándole ver más allá de sus propias limitaciones relacionadas por su parálisis causada por el Joker, especialmente relacionadas con el uso de su silla de ruedas. Dragon pasaría meses entrenándola en esgrima, el arte filipino de lucha del palillo, un arte marcial que ella podía utilizar a pesar de su silla de ruedas.

### Entrenamiento deHuntress
Poco tiempo después, la heroína enmascarada conocida como Huntress, se convirtió en la principal sospechosa de una serie de asesinatos. Al darse cuenta de que su naturaleza obstinada probablemente significaría su muerte por esta vez, Question la salvó de muchos de sus atacantes perseguidores (incluyendo a la policía y Batman), y la llevó ante Richard Dragon. Viendo muchas similitudes entre ella y Question, Dragon ayudó a enseñar a la aventurera contra el crimen a controlar su ira y "ralentizarla". Después de que Huntress se unisera a las Aves de Presa, Richard Dragon la ayudó a luchar contra los Doce hermanos de seda, un escuadrón de artistas marciales asiáticos que proporcionaban protección a un importante distribuidor de heroína.

### Serie regular de Chuck Dixon, renueva al personaje
En el 2004, el título fue revivido y el personaje fue renovado por el escritor Chuck Dixon y el dibujante Scott McDaniel, sólo para ser posteriormente cancelado luego de 12 ejemplares. En esta breve serie, Richard Dragon es un chico de escuela que estaba siendo recurrentemente intimidado por matones de la escuela donde asistía, y para acabar con esta situación, se inscribe en un dojo de karate para poder mejorarse. Desafortunadamente, el instructor del dojo era un cinturón negro "pedido por correo", que más tarde sería derrotado por Tigre de Bronce. Tigre de Bronce por aquel entonces aceptaría entrenar al joven Dragon. Finalmente conoce y se enamora de Lady Shiva. A pesar de que gana el torneo de artes marciales que esta viendo, ella le reprende por no poder estar a la altura del poderoso nombre "Dragon". Shiva se convertiría en amante e instructor de Dragon, y la serie toca su tensa relación entre ambos.
La serie comienza con el Tigre de Bronce buscando a Dragon, que está buscando la muerte luchando a muerte contra otros luchadores. Él está de acuerdo en ayudar a Dragon a resolver sus problemas con Shiva si acepta dejar de matar. En su seguimiento de Shiva, tiene encuentros con los héroes como Nightwing, el nuevo Green Arrow, Connor Hawke. Nightwing alude a Dragon entrenándolo, así como Dragon entrenó a Bruce Wayne, quien le pasó esta misma formación a Nightwing.
Al final de la serie, Dragon y Shiva se enfrentarían en combate. Dragon empieza ganando ventaja durante el combate, comenzado con su técnica que se laa devuelve con su "Golpe de la Muerte", los seguidores devotos de Shiva se apresuran a salvarla, golpeando y enviando a Dragon lejos. Infeliz con esta perturbación, Shiva ataca y posiblemente mata a sus seguidores antes de regresar para matar a Dragon con su propio movimiento personal, la "Garra de Leopardo". Sin embargo, Dragon sería resucitado por el demonio Nerón que desea que mate a Shiva. Dragon se niega aceptar el trato al tratar de alejarse del demonio Nerón, diciendo que ambos se habían resistido a sus partes del acuerdo.

### 52
Richard Dragon reaparecería a partir de la semana 26 de la maxiserie limitada 52, en la mística ciudad de Nanda Parbat, donde comienza a entrenar a la ex-detectiva Renee Montoya. Su aspecto coincide con la versión de Richard Dragon antes de la versión planteada por Chuck Dixon (aunque con aspecto diferente, como su cabellera larga, como cuando se encuentra entrenando a Question y a Oracle, en lugar de su estado cuando era calvo como cuando entrenó a Huntress). En esta historia, Dragon hace referencias a una conversación que tuvo con Question (Vic Sage) en referencia a lo narrado en su aparición en la serie The Question, contradiciendo al menos, a algunas de sus apariciones en el cómic escrito de Chuck Dixon. La serie semanal 52 es también donde su antiguo aprendiz, el anterior Question, Vic Sage, fallece de cáncer.

### Los Nuevos 52/DC Renacimiento
Con la reintroducción del personaje en el reboot de la continuidad, la versión más reciente de Richard Dragon sería relanzado en las páginas de Green Arrow #23 (2013).. En las páginas de dicha serie, exactamente en el #31, aparece liderando a un grupo de villanos de Flecha Verde, conocidos como los Cazadores del Arco Iris. En Green Arrow #32, este personaje se identifica con el nombre de Ricardo Diaz Jr., hijo homónimo de un jefe de la droga que había sido asesinado por John Diggle (apareciendo de manera similar a Green Arrow). Él reveló que después de la muerte de su padre y de la caída del imperio criminal él buscó y encontró a La Liga de Asesinos donde su sensei le enseñó a convertirse en un arma viva. Afirma, que cuando su sensei le enseñaba la paciencia y compasión, percibió una debilidad, matando a su sensei y tomó su nombre. Dias/Dragon instauró una recompensa de 30 millones de dólares por Green Arrow, que tres miembros de los Cazadores de Longbow (Brick, Killer Moth y Red Dart) quienes pretendía dividir.Green Arrow sería capaz de derrotar a todos ellos con la ayuda de su joven media hermana, Emiko. Green Arrow se reuniría después junto a su viejo compañero de armas, John Diggle, después de que Dragon intentase matarlo por Defenestración. En su lucha contra Green Arrow y Diggle, Dragon es capaz de lesionar significativamente a ambos. sin embargo, finalmente sería derrotado.

## Los alumnos más notables de Richard Dragon
A lo largo de la carrera de Richard Dragon, el personaje ha tenido sus propios aprendices, destacándose notablemente los siguientes:
- Question
- Huntress
- Oracle
- Renee Montoya (Question II)
- Lady Shiva (Aunque en la serie de Chuck Dixon es todo lo contrario, ella se convierte temporalmente en su maestra de artes marciales y su amante).

## Poderes y habilidades
Richard Dragon no es ningún meta humano es decir, no posee poderes, sin embargo, compensa esa carencia de habilidades por un gran cuerpo atleta, y maestro de artes marciales. También es maestro en filosofía oriental, específicamente en torno a un estilo de vida heroico y ha guiado aquellos personajes como la Cazadora e incluso a la Mujer maravilla, en el pasado, guiándolos por el camino correcto que debieran seguir para vivir. Cuando enfoca sus energías internas (usualmente tocando el colgante de Garra de Jade que finalmente le regaló O-Sensei), su espíritu y cuerpo se vuelve (metafóricamente) como granito implacable. Él es considerado uno de los mejores artistas marciales más destacados del Universo DC

## Apariciones en otros medios

### Televisión
Ricardo "Dragon" Diaz aparece en un set de medios en Arrowverso, interpretado por Kirk Acevedo como un adulto y Max Archibald como un hombre joven.
- Apareciendo principalmente en Arrow, esta versión es un pirómano, señor del crimen y traficante de drogas con tatuajes de dragón en el cuello y el hombro izquierdo. En la sexta temporada, manipula a Cayden James para que lo ayude a tomar el control de Star City a través de sus jueces, políticos y policías. Sin embargo, Oliver Queen expone y captura a todos los que están en la nómina de Díaz al final de la temporada, lo que lo obliga a esconderse. En la séptima temporada, Díaz busca venganza apuntando a Queen y su familia, contratando a los Longbow Hunters para que lo ayuden y tomando una droga que otorga superfuerza, pero es capturado por Emiko Queen y Team Arrow. Encarcelado en la Prisión de Máxima Seguridad de Slabside, Díaz es reclutado en la Iniciativa Fantasma de A.R.G.U.S. para ayudarlos a localizar al financista del Noveno Círculo, Dante, a través de quien Díaz contrató a los Longbow Hunters, aunque Díaz los traiciona para ayudar a Dante a escapar. Posteriormente, lo llevan de regreso a Slabside, donde Emiko lo mata para evitar que revele más información sobre el Noveno Círculo.[14]
- Una versión alterada de Díaz reescrita por John Deegan para convertirse en oficial de policía hace un cameo en el crossover "Elseworlds".

### Película
Richard Dragon aparece en Batman: Soul of the Dragon, con la voz de Mark Dacascos. Esta versión está visualmente inspirada en el personaje de Bruce Lee, Lee, de Operación Dragón.

### Videojuegos
- Richard Dragon es mencionado en el videojuego Batman: Arkham Origins, Se mencoina en su perfil siendo un asesino y asociado de Lady Shiva, junto a David Cain y Nyssa Raatko.